# Vrane
Vrane (em cirílico: Вране) é uma vila da Sérvia localizada no município de Arilje, pertencente ao distrito de Zlatibor, na região de Stari Vlah. A sua população era de 743 habitantes segundo o censo de 2011.

## Demografia
| 1948 | 1953 | 1961 | 1971 | 1981 | 1991 | 2002 | 2011 |
| ---- | ---- | ---- | ---- | ---- | ---- | ---- | ---- |
| 806  | 835  | 771  | 552  | 593  | 748  | 775  | 743  |